# Super Socket 7
Super Socket 7 – gniazdo przeznaczone dla procesorów AMD K6-2 i AMD K6-III oraz pochodnych, np. AMD K6-2+.
W czasie gdy firma Intel wprowadzała na rynek nowe procesory Pentium II na Slot 1 oraz Pentium III na Slot 1, w późniejszym czasie na Socket 370, firma AMD pozostała przy starym gnieździe Socket 7 przeznaczonym między innymi dla procesorów Pentium, AMD K5 i Cyrix 6x86, rozbudowując i ulepszając go. Nie zmieniła się liczba nóżek procesora - procesory AMD K6-2 i AMD K6 tak jak np. AMD K6 i AMD K5 miały ciągle ich 321. Dało to możliwość użytkownikom ww. starszych procesorów możliwość wymiany ich bez wymiany płyty głównej. Zmniejszało to znacznie koszty takiego upgrade'u. Jednak nie każda płyta główna na Socket 7 obsługiwała te procesory, ze względu na drobne różnice. Na przeszkodzie stawało niejednokrotnie napięcie "oferowane" przez płytę główną oraz mnożnik przez nią obsługiwany. Wtedy w miarę możliwości można systemowo zwiększyć lub zmniejszyć napięcie, a jeśli to nie poskutkuje - trzeba użyć płyty głównej na Super Socket 7 lub (co było tańszym i częściej stosowanym rozwiązaniem) specjalnej podstawki.
Firma AMD dawała już taką możliwość użytkownikom procesorów 80486 (inaczej klasy 486), wprowadzając swego czasu na rynek procesory AMD Am5x86 na Socket 3, które miały podobną wydajność do pierwszych procesorów Pentium już na nowy wtedy Socket 7.
Procesory AMD oraz Intel do czasu powstania procesora Pentium II i AMD K6-2 używały tych samych gniazd, lecz wraz z wprowadzeniem tych procesorów niejako drogi obu firm się rozeszły - procesory firmy Intel zaczęły mieć inne gniazda niż procesory firmy AMD. Kiedyś mając procesor AMD można było włożyć zamiast niego bez problemu procesor Intela, dziś już nie jest to możliwe.